# Pamba
Pamba is de naam van een mogelijk historische koning van de Hattiërs uit de 23e eeuw v.Chr. Zijn naam is vermeld in een legende uit ca. 1400 v.Chr. die verhaalt over een veldslag van koning Naram-Sin van Akkad tegen een coalitie van 17 koningen, waaronder Pamba. Het waarheidsgehalte van deze legende is onzeker.